# Biblia warszawska
Biblia warszawska, dawniej Nowy Przekład, potocznie: „Biblia Ojców”, lub: „Brytyjka” – XX-wieczne protestanckie tłumaczenie Pisma Świętego Starego i Nowego Testamentu z języków oryginalnych (hebrajskiego, aramejskiego i greckiego) na język polski, opracowane przez Komisję Przekładu Pisma Świętego, z inicjatywy Brytyjskiego i Zagranicznego Towarzystwa Biblijnego w Warszawie. Jest to najpopularniejszy w Polsce protestancki przekład Pisma Świętego.

## Tło historyczne
W okresie zaborów w polskim Kościele ewangelickim odczuwano potrzebę wydania nowego tłumaczenia Pisma Świętego, które byłoby tłumaczeniem nowoczesnym, zrozumiałym i przystępnym dla dziewiętnastowiecznych czytelników. Tłumaczenie to miałoby zastąpić wydaną w roku 1632 Biblię gdańską, której język wraz z upływem czasu stał się przestarzały, a niektóre słowa nabrały wręcz innego znaczenia. Jednak ewangelicy polscy, mieszkający w trzech zaborach nie podjęli próby podjęcia nowego tłumaczenia. Powołano Komisję warszawską, która pod kierownictwem ks. Gustawa Manitiusa dokonała rewizji Nowego Testamentu z Biblii gdańskiej. Komisja pracująca w składzie: ks. August Diehl (Kościół ewangelicko-reformowany), dyr. Vieweger i prof. Józef Przyborowski (zastąpiony po pierwszej naradzie przez prof. Jana Papłońskiego) w przeciągu 3 lat zrewidowała Ewangelie i Dzieje Apostolskie, które wydano w roku 1873 w Londynie nakładem Biblijnego Towarzystwa Św. Trójcy.
W roku 1878 na wniosek Brytyjskiego Towarzystwa Biblijnego na nowo podjęto pracę i powołano nowy Komitet, w skład którego weszli ewangelicy: ks. Gustaw Manitius, ks. August Diehl i literat Ludwik Jenike oraz katoliccy poloniści Jan Papłoński i Wilhelm Fecht. To grono teologów i filologów opracowało rewizję listów apostolskich i Objawienia św. Jana oraz na nowo porównało z tekstem greckim historyczną część Nowego Testamentu. Całość tej pracy wydano w Wiedniu w roku 1881 nakładem Brytyjskiego i Zagranicznego Towarzystwa Biblijnego.
Po odzyskaniu niepodległości zaczęto myśleć o nowym tłumaczeniu na język polski. Efektem tej pracy była „Księga Psalmów” na nowo przełożona przez ks. Jana Szerudę z języka hebrajskiego, wydana w roku 1937 nakładem Brytyjskiego i Zagranicznego Towarzystwa Biblijnego w Warszawie. Zostały przygotowane w rękopisach również księgi prorockie, w szczególności Amosa, Izajasza, Jeremiasza i Ozeasza, które jednak zaginęły w trakcie powstania warszawskiego.

## Historia przekładu
Po II wojnie światowej Wydział Teologii Ewangelickiej powołał Komisję w składzie ks. Wiktor Niemczyk, ks. Adolf Suess, ks. Karol Wolfram i ks. Jan Szeruda (oraz od listopada 1951 roku prof. Bartel). Komisja ta pod przewodnictwem ks. Jana Szerudy rozpoczęła prace w lutym 1949 roku. Komisja przyjęła cztery zasady: podstawą przekładu powinien być tekst oryginalny, przekład powinien być wierny, przekład powinien być jasny oraz przekład powinien być poprawny pod względem językowym. Postanowiono przełożyć Nowy Testament, a w pierwszej kolejności teksty potrzebne do użytku liturgicznego.
Fragmenty przekładu (Cztery Ewangelie) ukazały się po raz pierwszy w 1964 roku. Dwa lata później z okazji Tysiąclecia Państwa Polskiego i 150-lecia Brytyjskiego i Zagranicznego Towarzystwa Biblijnego wydany został cały Nowy Testament, który w ciągu ośmiu lat został wydany sześciokrotnie. W roku 1970 ukazała się edycja Nowego Testamentu i Psalmów. Prace nad tłumaczeniem całego Pisma Świętego trwały 25 lat i zakończyły się wydaniem w czerwcu 1975 roku całej Biblii warszawskiej.

### Rewizja przekładu
W 2021 roku Towarzystwo Biblijne w Polsce wyraziło pragnienie przystąpienia do rozpoczęcia prac nad zrewidowanym i poprawionym wydaniem Biblii warszawskiej.

## Kanon
Nowy Przekład zawiera protestancki kanon Pisma Świętego (39 ksiąg Starego Testamentu i 27 ksiąg Nowego Testamentu), choć ukazały się wersje zawierające na końcu Starego Testamentu apokryfy w tłumaczeniu Biblii Tysiąclecia, opatrzone tytułem „Pismo Święte Starego i Nowego Testamentu i Apokryfy”.

## Język przekładu
Biblia warszawska jest współczesnym przekładem, stosującym współczesną szatę językową z zachowaniem pewnych tradycyjnych wyrażeń biblijnych (np. „zakon”, zamiast „prawo”) wywodzących się z Biblii gdańskiej. Istnieją też nawiązania do języka katolickiej Biblii Wujka, którą czytywali też chętnie protestanci.
Katolicki biblista Janusz Frankowski twierdził, że przekład ten jest zdecydowanie zbyt tradycyjny, zwracał też uwagę na błędy w koncepcji typograficznej, które według niego zaciemniały tekst, zwłaszcza w poezji: Chwilami nie można zorientować się w podziale na wersy, a to nieraz utrudnia zrozumienie nawet treści tekstu.

## Źródła przekładu
W pracach nad przekładem wykorzystano:
- Stary Testament

Biblia Hebraica ed. R. Kittel, P. Kahle, A. Alt, O. Eissfeld, Stuttgart 1951
- Nowy Testament

Novum Testamentum Graece ed. E. Nestle, K. Aland, Stuttgart 1954;
Novum Testamentum Graece ed. K. Aland, M. Black, B.M. Metzger, A. Wikgren, Stuttgart 1966

## Tłumacze
Nowy Przekład został opracowany przez Komisję Przekładu Pisma Świętego, w skład której wchodzili: ks. bp prof. dr Andrzej Wantuła, ks. bp prof. dr Jan Szeruda, ks. prof. dr Wiktor Niemczyk, ks. prof. dr Karol Wolfram, prof. dr Bronisław Wieczorkiewicz, oraz przedstawiciele innych Kościołów protestanckich w Polsce.

## Stosunek tłumaczy do imienia Bożego
Ks. bp prof. dr Andrzej Wantuła uważał, że użycie w przekładzie tekstu Pisma Świętego występującego w oryginale imienia Bożego Jahwe w miejsce zamiennika „Pan”, robi na słuchaczu szokujące wrażenie oraz „sprawia, że Bóg Starego Testamentu staje się czytelnikowi jakiś obcy, daleki i zostaje zepchnięty do rzędu bogów mitologii semickiej”. Z tego względu pochwalił zachowanie tradycyjnego zwrotu „Pan” w Psałterzu pierwszego wydania Biblii Tysiąclecia, gdyż uważał, że „to wyszło psalmom na korzyść i uratowało ich modlitewny charakter”. W rezultacie Biblia warszawska w wydaniu pierwszym ani razu nie użyła imienia Bożego. Późniejsze wydania używają imienia Bożego w formie Jahwe do siedmiu miejsc spośród 6828 wystąpień w tekście masoreckim: 2 Mojżeszowa 3,14 i 6,3; 4 Mojżeszowa 14,35, Psalm 83,19 oraz w Księdze Izajasza 40,10 i 48,17 (2 razy). W niektórych wydaniach całkowicie zaniechano używania imienia Bożego.

## Konkordancja
W 1995 roku Oficyna Wydawnicza „Vocatio” wydała „Konkordancję Biblijną do Pisma Świętego Starego i Nowego Testamentu. Nowy Przekład z języków hebrajskiego i greckiego”, opracowaną przez Józefa Kajfosza i Mieczysława Kwietnia.

## Wersja elektroniczna
W 2014 roku dzięki współpracy Towarzystwa Biblijnego z wydawnictwem Logos Media, ukazało się elektroniczne wydanie Biblii warszawskiej jako e-book (w formatach EPUB i MOBI).

## Spis ksiąg, sigla, strony
Numeracja stron jest identyczna we wszystkich wydaniach zawierających Stary i Nowy Testament.

### Stary Testament
| Lp. | Tytuł księgi               | Sigla     | Strona |
| --- | -------------------------- | --------- | ------ |
| 1.  | Pierwsza Księga Mojżeszowa | I Mojż.   | 7      |
| 2.  | Druga Księga Mojżeszowa    | II Mojż.  | 63     |
| 3.  | Trzecia Księga Mojżeszowa  | III Mojż. | 111    |
| 4.  | Czwarta Księga Mojżeszowa  | IV Mojż.  | 146    |
| 5.  | Piąta Księga Mojżeszowa    | V Mojż.   | 194    |
| 6.  | Księga Jozuego             | Joz.      | 236    |
| 7.  | Księga Sędziów             | Sędz.     | 264    |
| 8.  | Księga Rut                 | Rut       | 292    |
| 9.  | Pierwsza Księga Samuela    | I Sam.    | 296    |
| 10. | Druga Księga Samuela       | II Sam.   | 332    |
| 11. | Pierwsza Księga Królewska  | I Król.   | 364    |
| 12. | Druga Księga Królewska     | II Król.  | 402    |
| 13. | Pierwsza Księga Kronik     | I Kron.   | 437    |
| 14. | Druga Księga Kronik        | II Kron.  | 470    |
| 15. | Księga Ezdrasza            | Ezdr.     | 510    |
| 16. | Księga Nehemiasza          | Neh.      | 522    |
| 17. | Księga Estery              | Est.      | 539    |
| 18. | Księga Joba                | Job       | 548    |
| 19. | Księga Psalmów             | Ps.       | 582    |
| 20. | Przypowieści Salomona      | Przyp.    | 703    |
| 21. | Księga Kaznodziei Salomona | Kazn.     | 733    |
| 22. | Pieśń nad Pieśniami        | P.n.P.    | 744    |
| 23. | Księga Izajasza            | Izaj.     | 750    |
| 24. | Księga Jeremiasza          | Jer.      | 814    |
| 25. | Treny                      | Treny     | 881    |
| 26. | Księga Ezechiela           | Ez.       | 887    |
| 27. | Księga Daniela             | Dan.      | 945    |
| 28. | Księga Ozeasza             | Oz.       | 962    |
| 29. | Księga Joela               | Joel      | 972    |
| 30. | Księga Amosa               | Am.       | 976    |
| 31. | Księga Abdiasza            | Abd.      | 984    |
| 32. | Księga Jonasza             | Jon.      | 986    |
| 33. | Księga Micheasza           | Mich.     | 989    |
| 34. | Księga Nahuma              | Nah.      | 995    |
| 35. | Księga Habakuka            | Hab.      | 998    |
| 36. | Księga Sofoniasza          | Sof.      | 1001   |
| 37. | Księga Aggeusza            | Ag.       | 1005   |
| 38. | Księga Zachariasza         | Zach.     | 1007   |
| 39. | Księga Malachiasza         | Mal.      | 1018   |

### Nowy Testament
| Lp. | Tytuł księgi                            | Sigla    | Strona |
| --- | --------------------------------------- | -------- | ------ |
| 1.  | Ewangelia św. Mateusza                  | Mat.     | 1027   |
| 2.  | Ewangelia św. Marka                     | Mar.     | 1068   |
| 3.  | Ewangelia św. Łukasza                   | Łuk.     | 1093   |
| 4.  | Ewangelia św. Jana                      | Jan      | 1136   |
| 5.  | Dzieje Apostolskie                      | Dz.      | 1168   |
| 6.  | List św. Pawła do Rzymian               | Rzym.    | 1208   |
| 7.  | Pierwszy list św. Pawła do Koryntian    | 1 Kor.   | 1226   |
| 8.  | Drugi list św. Pawła do Koryntian       | 2 Kor.   | 1243   |
| 9.  | List św. Pawła do Galacjan              | Gal.     | 1255   |
| 10. | List św. Pawła do Efezjan               | Efez.    | 1261   |
| 11. | List św. Pawła do Filipian              | Fil.     | 1267   |
| 12. | List św. Pawła do Kolosan               | Kol.     | 1272   |
| 13. | Pierwszy list św. Pawła do Tesaloniczan | I Tes.   | 1277   |
| 14. | Drugi list św. Pawła do Tesaloniczan    | II Tes.  | 1281   |
| 15. | Pierwszy list św. Pawła do Tymoteusza   | I Tym.   | 1284   |
| 16. | Drugi list św. Pawła do Tymoteusza      | II Tym.  | 1289   |
| 17. | List św. Pawła do Tytusa                | Tyt.     | 1293   |
| 18. | List św. Pawła do Filemona              | Filem.   | 1296   |
| 19. | List do Hebrajczyków                    | Hebr.    | 1298   |
| 20. | List św. Jakuba                         | Jak.     | 1311   |
| 21. | Pierwszy list św. Piotra                | I Piotr  | 1316   |
| 22. | Drugi list św. Piotra                   | II Piotr | 1321   |
| 23. | Pierwszy list św. Jana                  | I Jan    | 1324   |
| 24. | Drugi list św. Jana                     | II Jan   | 1329   |
| 25. | Trzeci list św. Jana                    | III Jan  | 1330   |
| 26. | List św. Judy                           | Judy     | 1331   |
| 27. | Objawienie św. Jana                     | Obj.     | 1333   |

## Zastosowanie
Biblia warszawska jest używana przez Kościoły protestanckie podczas nabożeństw i do użytku domowego. Stała się najpopularniejszym protestanckim tłumaczeniem Pisma Świętego, zastępując używaną przez ponad 300 lat Biblię gdańską.
Nowy Testament w przekładzie Biblii warszawskiej jest rozpowszechniany bezpłatnie na masową skalę w formie drukowanej przez Międzynarodowe Stowarzyszenie Gedeonitów w Polsce (tzw. gedeonitki).

## Wydawca
Wydawcą Biblii warszawskiej jest Towarzystwo Biblijne w Polsce. Dostępna jest w trzech formatach: małym, średnim i dużym.